# Gilles André de la Porte (1866-1950)

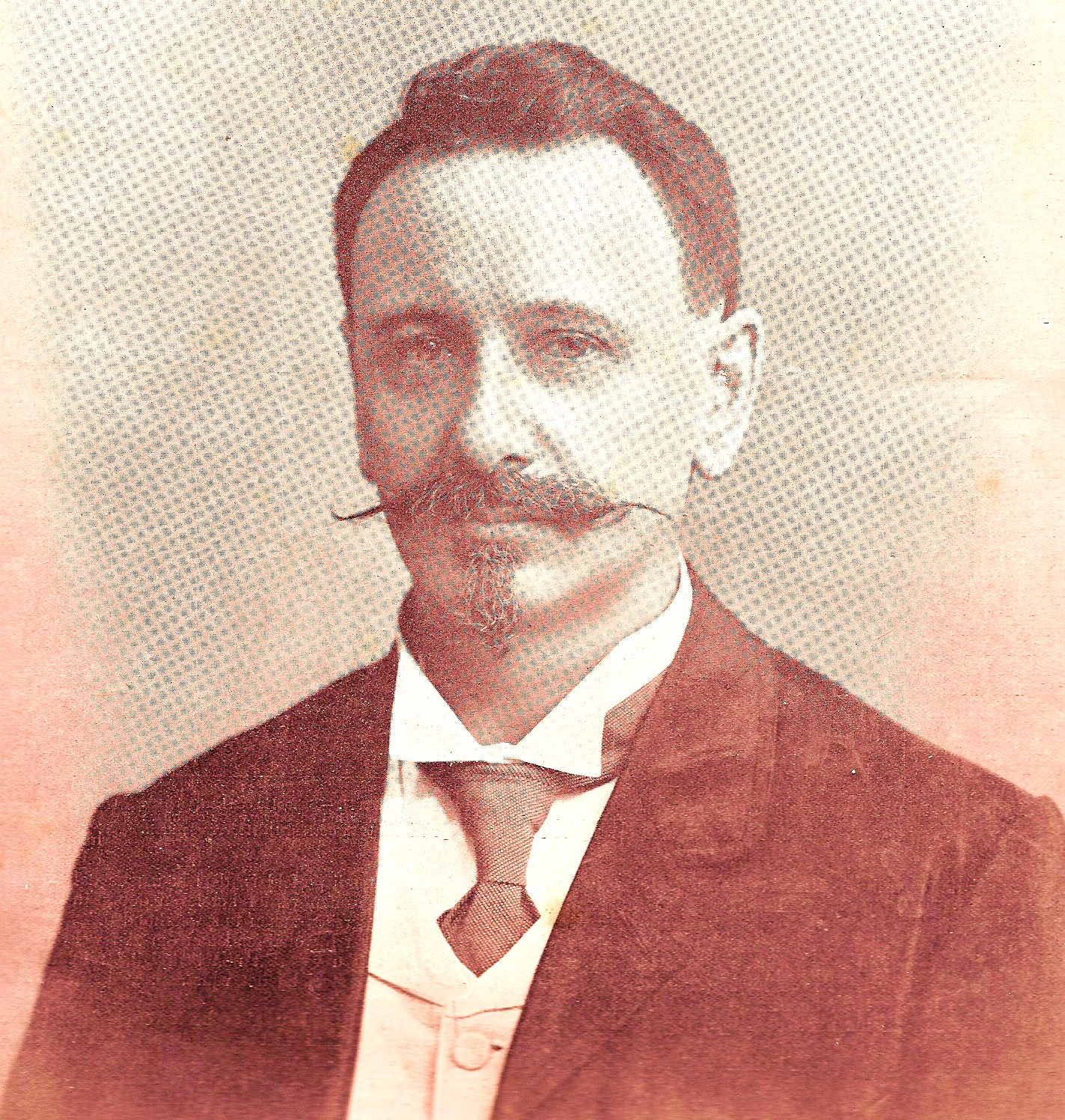
Gilles André de la Porte (1866-1950)

Gilles André de la Porte (Boxtel, 25 februari 1866 - 's-Gravenhage, 12 maart 1950) was een Nederlands jurist, hoogleraar, advocaat-generaal en procureur-generaal te Batavia. André de la Porte is onderscheiden in de ridderorde van de Nederlandse Leeuw.

## Levensloop
Deze telg uit het André de la Porte geslacht werd geboren als zoon van Dirk André de la Porte, Nederlands-hervormd predikant en Anna Maria Schouten. Na de HBS te Almelo en het gymnasium te Zutphen, studeerde hij rechten en hij promoveerde in 1890 te Amsterdam in de rechtswetenschap op een proefschrift “Wraak en straf”. In Leiden haalde hij het faculteitsexamen voor de Indische dienst, waarna hij in 1891 naar Nederlands-Indië vertrok.
In Indië begon André de la Porte als ambtenaar ter Algemene Secretarie te Buitenzorg. Na korte tijd werd hij aangesteld als substituut-griffier bij het bij het Hooggerechtshof en daarna griffier van de Landraad te Buitenzorg. In 1892 werd hij daarbij aangesteld als griffier van de Landraad en als auditeur-militair te Palembang en een jaar later als lid van de Raad van Justitie te Padang.
In 1896 werd hij president van de Landraad te Kendal. Na zijn verlofperiode van twee jaar in Nederland, begon hij in 1902 als voorzitter van de Landraad te Probolinggo. Het jaar daaropvolgend werd hij voorzitter van de Landraad te Buitenzorg. Van 1906 tot en met 1912 was hij te Batavia eerst lid van de Raad van Justitie, dan officier van justitie, daarop advocaat-generaal bij het Hooggerechtshof en ten slotte president van de Raad van Justitie te Batavia. Na weer een verlofperiode in Nederland, gedurende welke hij wel werkzaam was, werd hij in 1914 procureur-generaal van het Hooggerechtshof en in januari 1916 lid van de Raad van Nederlands-Indië. Om gezondheidsredenen verliet hij het laatste ambt en nam hij in de bergen van Java tijdelijk het ambt van landrechter te Soekaboemi waar.
André de la Porte ging met pensioen in juli 1917. Dat was niet het einde van zijn loopbaan, want in 1918 werd hij benoemd tot hoogleraar te Leiden in het Indisch privaat- en strafrecht als opvolger van J.H. Carpentier Alting.
André de la Porte was op 14 september 1891 getrouwd met Anna Cornelia Helena Schoevers (1866-1951) dochter van Sander Antonie Schoevers en Helena Adriana Henriëtte van Hove. Uit dit huwelijk werden in Indonesië twee dochters en één zoon geboren.
- Biografisch Portaal: 71037287
- Digitale Bibliotheek voor de Nederlandse Letteren: andr029
- International Standard Name Identifier: 0000 0003 8914 1258
- Library of Congress Control Number: no2019010785
- Nederlandse Thesaurus van Auteursnamen: 072983213
- Virtual International Authority File: 282445878
- WorldCat: E39PBJvHdhP7gqMTptYj6GYXVC